# 加藤茂雄
加藤 茂雄（かとう しげお、1925年〈大正14年〉6月16日 - 2020年〈令和2年〉6月14日）は、日本の俳優、声優、漁師。本名同じ。東宝を経て、新星プログループに所属していた。神奈川県出身。

## 来歴
1925年6月16日、神奈川県鎌倉市長谷に生まれる。
石川島航空工業青年学校（のちの石川島工業高等学校）を経て、1946年、鎌倉アカデミア演劇科に入学。1949年、卒業。卒業後は、一時漁師を務めていた。
1950年の準専属契約（同期は今井和雄、緒方燐作など）を経て、1954年に東宝と専属契約する。大部屋俳優として、ノンクレジットも含めて、多数の映画に出演。
1971年の東宝専属俳優廃止後は、新星プロに所属。鎌倉由比ヶ浜で漁師を営みながらテレビドラマや舞台、声優などで活動した。
2017年、絵本「茂（しげ）さん―鎌倉長谷のむかしむかし」を自費出版する。
2018年、映画『浜の記憶』で93歳で初主演を果たす。
2020年6月14日午前7時、慢性腎不全のため神奈川県鎌倉市内の自宅で死去。94歳没。同年8月10日から16日、鎌倉市川喜多映画記念館にて追悼上映が行われた。

## 人物・エピソード
漁師出身のため泳ぎが得意で、最初期の出演作である『戦国無頼』では、川に落ちる場面などを率先して演じたと述べている。
デビュー初期の『港へ来た男』では、緊張でセリフを何度も間違えてしまい、その後の勉強会で監督の本多猪四郎にどうすれば緊張せずにセリフが言えるか尋ねたところ、「普段から体を動かして鍛錬すればいい」とのアドバイスを受けたと述懐している。
本多の監督作では、『東京の人さようなら』（1956年）以来コミカルな役を振られることが多かった。本多はよく俳優を自宅に招いており、加藤も本多の監督作には多く出演していたが、仲の良い先輩俳優の堤康久が監督に媚びてまで仕事をもらいたくはないという姿勢であったため加藤も東宝時代に本多の家を訪れたことはなく、1990年代になって同じプロダクションの堺左千夫に誘われて行ったのが最初で最後であったという。
東宝が専属俳優制度を廃止した際は、労働組合の委員として会社との交渉を行った。
『流星人間ゾーン』ではシルバーガロガの声で出演していたが、通常の顔出しでの出演であれば1本3万円程度のギャラが声だけでは2千円だったと証言している。
俳優を引退して東宝本社近くの喫茶店に就職した俳優仲間の岩本弘司が、転職後も役者に対する夢を諦めきれず、撮影後に喫茶店を訪れた加藤にいつも「役者で食えるか？」と尋ねていたという。

## 出演

### 映画
- 戦国無頼（1952年 稲垣浩監督）[9]
- 生きる（1952年 黒澤明監督） - 防疫係受付職員
- 港へ来た男（1952年 本多猪四郎監督） - 船員[9]
- 太平洋の鷲（1953年 本多猪四郎監督） - 整備兵[3]
- 七人の侍（1954年 黒澤明監督） - 百姓
- 宮本武蔵（1954年 稲垣浩監督） - 兵卒
- ゴジラシリーズ
  - ゴジラ（1954年 本多猪四郎監督） - ゴジラから逃げる男[4]、サーチライト係[4]（自衛隊員[5]）
  - キングコング対ゴジラ（1962年 本多猪四郎監督） - パシフィック製薬社員[5]、新聞記者[5]
  - モスラ対ゴジラ（1964年 本多猪四郎監督） - 原住民[17]（インファント島民[5]）
  - 三大怪獣 地球最大の決戦（1964年 本多猪四郎監督） - 阿蘇山の観光客[1][2][17]・阿蘇山の記者・東洋放送制作班員・上野公園の記者[要出典]
  - 怪獣大戦争（1965年 本多猪四郎監督） - 自衛隊員[5]
  - ゴジラ・エビラ・モスラ 南海の大決闘（1966年 福田純監督） - 記者[5]、インファント島民[5]
  - 怪獣総進撃（1968年 本多猪四郎監督） - 防衛隊幹部[9]（司令部将校[5]）、テレビスタッフ[9][5]、避難民[5]、防衛隊員[5]
  - ゴジラ対ヘドラ（1971年 坂野義光監督） - トビ職[18][5]
  - メカゴジラの逆襲（1975年 本多猪四郎監督） - あかつき2号乗組員[19][5]
  - ゴジラ（1984年 橋本幸治監督） - 第五八幡丸無線局長[4][5]
  - ゴジラ×メガギラス G消滅作戦（2000年 手塚昌明監督） - 特G対受付[17][5]
- 獣人雪男（1955年 本多猪四郎監督） - 村落の男C[20]
- 白夫人の妖恋（1956年 豊田四郎監督） - 宋の商人・宋の役人[要出典]
- 流れる（1956年 成瀬巳喜男監督） - 寿司屋の出前持ち
- 東京の人さようなら（1956年 本多猪四郎監督）[9]
- 大番
  - 大番（1957年 千葉泰樹監督） - 店員・滝山
  - 大番（完結篇）（1958年 千葉泰樹監督） - 地場の男
- 生きている小平次（1957年 千葉泰樹監督） - 道具方
- 美女と液体人間（1958年 本多猪四郎監督） - 松ッチャン[18]
- 続ちゃっきり金太（1958年 青柳信雄監督） - 田舎侍
- 裸の大将（1958年 堀川弘通監督） - 闇市の警官・花火の見物人・真岡町の男
- コタンの口笛（1959年 成瀬巳喜男監督）
- 狐と狸（1959年 千葉泰樹監督）
- 潜水艦イ-57降伏せず（1959年 松林宗恵監督） - イ-57乗組員[要出典]
- 愚連隊シリーズ
  - 独立愚連隊（1959年 岡本喜八監督）
  - 独立愚連隊西へ（1960年 岡本喜八監督） - 憲兵
  - どぶ鼠作戦（1962年 岡本喜八監督） - 通信兵
- 日本誕生（1959年 稲垣浩監督） - 大和の民[21]
- 宇宙大戦争（1959年 本多猪四郎監督） - 急行列車の運転助手[1][4]
- 暗黒街の対決（1960年 岡本喜八監督） - 検視官
- 女が階段を上る時（1960年 成瀬巳喜男監督） - 酒屋
- 背広三四郎 - 安田
  - 背広三四郎 男は度胸（1961年 岩城英二監督）
  - 背広三四郎 花の一本背負い（1961年 岩城英二監督）
- 別れて生きるときも（1961年 堀川弘通監督） - 地下鉄の駅員
- 顔役暁に死す（1961年 岡本喜八監督） - 倉岡署の警官
- モスラ（1961年 本多猪四郎監督） - 監視員の同僚[18]（第三ダム職員[2]）
- 黒い画集 第二話 寒流（1961年 鈴木英夫監督） - 宇都宮支店行員
- 妖星ゴラス（1962年 本多猪四郎監督） - 南極基地作業員[要出典]
- 太平洋の翼（1963年 松林宗恵監督） - 整備兵[4]
- ああ爆弾（1964年 岡本喜八監督） - 声をかける男
- 恐怖の時間（1964年 岩内克己監督）
- 君も出世ができる（1964年 須川栄三監督） - 羽田空港の男
- 宇宙大怪獣ドゴラ（1964年 本多猪四郎監督） - 自衛隊員[要出典]
- 太平洋奇跡の作戦 キスカ（1965年 丸山誠治監督） - キスカ島の兵[要出典]
- フランケンシュタイン対地底怪獣（1965年 本多猪四郎監督） - 村の警官[要出典]
- 血と砂（1965年 岡本喜八監督） - 出口
- クレージー作戦シリーズ
  - 大冒険（1965年 古澤憲吾監督） - 名古屋警察署の警官[要出典]
  - クレージーだよ天下無敵（1967年 坪島孝監督） - 凸凹ブラザーズ
  - クレージーの大爆発（1969年 古澤憲吾監督） - 競馬場の男・工事作業員・記者
- 奇巌城の冒険（1966年 谷口千吉監督） - 敦煌の民・ペシルの民
- お嫁においで（1966年 本多猪四郎監督） - 漁師
- ゼロ・ファイター 大空戦（1966年 森谷司郎監督） - 整備班員
- フランケンシュタインの怪獣 サンダ対ガイラ（1966年 本多猪四郎監督） - 自衛隊員[要出典]
- キングコングの逆襲（1967年 本多猪四郎監督） - 輸送船船員（ドクター・フーの手下[1]）
- 東宝8.15シリーズ
  - 日本のいちばん長い日（1967年 岡本喜八監督） - NHK技師
  - 連合艦隊司令長官 山本五十六（1968年 丸山誠治監督） - 号外売りの男・飛龍の参謀[要出典]
  - 日本海大海戦（1969年 丸山誠治監督） - 演説の聴衆・宮古島の住民[要出典]
  - 激動の昭和史 軍閥（1970年 堀川弘通監督） - 村の男・召集された市民
  - 激動の昭和史 沖縄決戦（1971年 岡本喜八監督）
  - 海軍特別年少兵（1972年 今井正監督）
- 首（1968年 森谷司郎監督） - 河内
- 死ぬにはまだ早い（1969年 西村潔監督） - 警察官
- ブラック・コメディ ああ!馬鹿（1969年 須川栄三監督） - 埋立地の警官
- 緯度0大作戦（1969年 本多猪四郎監督） - 海洋観測船の船員[要出典]
- 血を吸うシリーズ
  - 幽霊屋敷の恐怖 血を吸う人形（1970年 山本迪夫監督） - 大河原町役場の男[要出典]
  - 呪いの館 血を吸う眼（1971年 山本迪夫監督） - 喫茶店の客[要出典]
- ゲゾラ・ガニメ・カメーバ 決戦!南海の大怪獣（1970年 本多猪四郎監督） - セルジオ島島民[要出典]
- 王将（1973年 堀川弘通監督） - 京都旅館の番頭
- 日本侠花伝（1973年 加藤泰監督） - 車掌
- 日本沈没（1973年 森谷司郎監督） - 火の中を逃げる住民[要出典]
- 華麗なる一族（1974年 山本薩夫監督） - 阪神特殊鋼・債権者
- ノストラダムスの大予言（1974年 舛田利雄監督） - 紫外線で焼け出される家族[22]
- エスパイ（1974年 福田純監督） - 警備員[23]
- 告訴せず（1975年 堀川弘通監督） - 集金人
- 東京湾炎上（1975年 石田勝心監督） - 第三管区海上保安本部職員[24]
- 動脈列島（1975年、増村保造監督） - 新幹線警備の警官
- はつ恋（1975年 小谷承靖監督） - 漁師
- 大地の子守唄（1976年 増村保造監督） - 清助
- 続・人間革命（1976年 舛田利雄監督）
- 不毛地帯（1976年 山本薩夫監督） - 鑑識係
- 八つ墓村（1977年 野村芳太郎監督） - 多治見要蔵に殺される村人[注釈 1]
- 曽根崎心中（1978年 増村保造監督） - 本家の主人
- 火の鳥（1978年 市川崑監督） - ヤマタイ国の民衆
- 連合艦隊（1981年 松林宗恵監督） - 工作班[9]
- 駅 STATION（1981年 降旗康男監督） - 記者
- 団鬼六 美女縄地獄（1983年 中村幻児監督） - 光子の父
- アニメちゃん（1984年 湯浅憲明監督）
- 竹取物語（1987年 市川崑監督） - 村人D[25]
- ウルトラQ ザ・ムービー 星の伝説（1990年 実相寺昭雄監督） - 農夫
- 夢（1990年 黒澤明監督）
- 八月の狂詩曲（1991年 黒澤明監督）
- まあだだよ（1993年 黒澤明監督） - 駅長[10]
- 夜の哀しみ（2001年 岡泰叡監督） - 診療所の医者
- 鎌倉アカデミア 青の時代（2017年 大嶋拓監督） - インタビュー出演
- 浜の記憶（2019年 大嶋拓監督） - 繁田和夫 (主演)

### テレビドラマ
- ウルトラシリーズ
  - ウルトラQ（1966年）
    - 第3話「宇宙からの贈りもの」 - 大蔵島の駐在[注釈 2]
    - 第8話「甘い蜜の恐怖」 - 抗議する村人（麦わら帽）

  - ウルトラマン
    - 第3話「科特隊出撃せよ」（1966年） - 第三火力発電所職員
    - 第6話「沿岸警備命令」（1966年） - 神奈川県警巡査
    - 第32話「果てしなき逆襲」（1967年） - 宮の森土地開発工事現場作業員

  - ウルトラセブン（1967年）
    - 第1話「姿なき挑戦者」 - 警官[10]
    - 第5話「消された時間」 - 地球防衛軍・長遠距離レーダー室職員

  - 帰ってきたウルトラマン 第4話「必殺! 流星キック」（1971年） - 第一原子力発電所職員
  - ウルトラマンタロウ 第52話「ウルトラの命を盗め!」（1974年） - 作業員[注釈 2]
  - ウルトラマンレオ 第49話「恐怖の円盤生物シリーズ! 死を呼ぶ赤い暗殺者!」（1975年） - 酔っ払いのサラリーマン
  - ウルトラマン80 第34話「ヘンテコリンな魚を釣ったぞ!」（1980年） - 老漁師
  - ウルトラマンティガ 第16話「よみがえる鬼神」（1996年） - 山田巡査部長
- 快獣ブースカ（1967年）
  - 第26話「チャメゴン誕生」 - 電気屋のおじさん
  - 第29話「地底戦車（タンク）で探検」 - 工事作業員
- 昔三九郎 第4話「詑証文」（1968年）
- 兄貴の恋人 第8話（1970年）
- 火曜日の女シリーズ（NTV）
  - 「人喰い」（1970年）
  - 「男と女と」第4回、第5回（1973年）
- 大忠臣蔵（1971年）
- 快傑ライオン丸
  - 第28話「悪の剣士タイガージョー」（1972年） - 樵
  - 第36話「折れた槍 怪人ハチガラガ」（1972年） - 百姓
  - 第43話「裏切りの峠 怪人ギララ」（1973年） - 村人
- 緊急指令10-4・10-10 第24話「黒いサソリの恐怖」（1972年） - 島田
- 愛の戦士レインボーマン（1973年）
  - 第19話「空転! ムササビ殺法」 - 勝三
  - 第40話「ダイアモンド略奪作戦」 - 刑事
- ファイヤーマン（1973年）
  - 第8話「恐怖のミクロ怪獣」 - みどり台団地の住人[注釈 2]
  - 第19話「宇宙怪獣対原始怪獣」 - 駐在[注釈 2]
  - 第28話「アルゴン星から来た少年」 - 村人
- 魔人ハンター ミツルギ 第9話「決死の空中戦・怪鳥ベラドン!」（1973年） - 避難する町人
- 流星人間ゾーン（1973年） - シルバーガロガの声[注釈 2]
  - 第13話「戦慄! 誕生日の恐怖」 - 洋菓子店主人
  - 第26話「粉砕! ガロガガンマーX作戦」 - 警備員（石田の同僚）[注釈 2]
- ジャンボーグA（1973年）
  - 第26話「- グロース第2号作戦 -  気ちがい星とノンビリゴン」 - 山田酒店主人[注釈 2]
  - 第49話「謎! デモンの呪いが時を裂く」 - 作業員
- スーパーロボット レッドバロン 第16話「鉄面党脱走犯E16号」（1973年） - 漁師
- 水滸伝（1973年）
  - 第1話「大宋国の流星」 - 町人
  - 第3話「熱砂の決斗」 - 百姓
- 太陽にほえろ!
  - 第43話「きれいな花にはトゲがある」（1973年） - 浜口の上司
  - 第55話「どぶねずみ」（1973年） - 薬局店主
  - 第69話「初恋への殺意」（1973年） - 福富製氷警備員
  - 第74話「ひとりぼっちの演奏会」（1973年） - アパート管理人
  - 第80話「女として 刑事として」（1974年） - 焼鳥屋の客
  - 第84話「人質」（1974年） - 刑事※ノンクレジット
  - 第91話「おれは刑事だ!」（1974年） - 職業安定所職員[注釈 2]
  - 第115話「一枚の名刺」（1974年）
  - 第119話「厳しさの蔭に」（1974年） - 商事会社社長
  - 第135話「ある敗北」（1975年） - 東洋日報記者
  - 第173話「一発で射殺せよ!」（1975年） - 菅原雅子の父親
  - 第177話「海に消えたか三億円」（1975年） - 東明鉄工所守衛
  - 第239話「挑発」（1977年） - 材木屋主人
  - 第257話「山男」（1977年） - 佐山寛治
  - 第268話「偶然」（1977年）
  - 第286話「悪意」（1978年）
  - 第306話「ある決意」（1978年） - 釣り人
  - 第351話「密室殺人」（1979年） - マンション管理人
  - 第358話「愛の暴走」（1979年）
  - 第406話「島刑事よ、さようなら」（1980年） - 浅見運輸社員
  - 第426話「愛の終曲」（1980年） - 本間常彦の父親
  - 第473話「ダーティなゴリ」（1981年） - 女子高生の父親
  - 第484話「青ひげ」（1981年）
  - 第555話「一枚の絵」（1983年） - 釣り人
  - 第585話「ボギー名推理」（1984年） - 釣り人
  - 第604話「戦場のブルース」（1984年） - 屋台の主人[注釈 2]
  - 第670話「ドック潜入! 泥棒株式会社」（1985年） - 興和貿易警備員
  - 第691話「さらば! 山村刑事」（1986年）
  - 第713話「エスパー少女・愛」（1986年） - 公園清掃員
  - 太陽にほえろ! PART2 第6話「心満たされず…」（1987年） - ビル管理人
- 剣客商売 第9話「決斗、見付宿」（1973年）
- 荒野の用心棒 第28話「虐殺の丘に女の復讐が燃えて…」（1973年）
- 大江戸捜査網
  - 第124話「みなごろし長屋騒動」（1974年）
  - 第154話「血染の蛇の目傘」（1974年）
  - 第170話「小さな目撃者」（1974年）
  - 第177話「恐怖の訪問者」（1975年）
  - 第185話「非情の囮作戦」（1975年）
  - 第196話「殺しの招待状」（1975年）
  - 第208話「捨身の一匹侍」（1975年）
  - 第224話「殺しの夜明け」（1976年）
  - 第226話「怪盗 炎の中を走る」（1976年）
  - 第241話「誇り高き父子鷹」（1976年）
  - 第242話「大暴れ娘かわら版」（1976年）
  - 第252話「怪盗 炎の中を走る」（1976年）
  - 第267話「偽装殺人の罠」（1976年）
  - 第283話「命を賭けたいかさま稼業」（1977年）
  - 第289話「偽情報の罠」（1977年）
  - 第313話「大暴れ魚河岸の伊達男」（1977年）
  - 第322話「悪夢に泣く少女の叫び」（1978年）
  - 第328話「悲恋! 女賊の子守唄」（1978年）
  - 第332話「無法を裁く怒りの群集」（1978年）
  - 第338話「追跡! 哀愁の子守唄」（1978年）
  - 第345話「やくざ同心怒りの復讐」（1978年）
  - 第347話「海女が秘めた海底の罠」（1978年）
  - 第355話「錠前破り 男の挽歌」（1978年）
  - 第361話「白州に咲いた母子草」（1978年）
  - 第365話「人質救出に賭けた夫婦の絆」（1978年）
  - 第373話「女掏摸 初春に翔ぶ」（1979年）
  - 第380話「殺しを呼ぶひつじ年の娘」（1979年）
  - 第385話「純愛に賭けた色事師」（1979年）
  - 第392話「連続誘拐事件の謎」（1979年）
  - 第397話「命の鍵を解く男」（1979年）
  - 第421話「人質救出 甦る父娘の絆」（1979年）
  - 第508話「駒下駄の鬼娘の涙」（1981年）
  - 第524話「お命買います替え玉屋」」（1981年）
  - 第535話「おんな唐人拳 望郷の孤児」（1982年）
  - 第545話「魔の刻参上! 夜の勝負師」（1982年）
  - 第573話「妖艶! 熱い肌は殺しの匂い」（1982年）
  - 第618話「母さんと呼んでいいかい?」（1983年）
  - 第629話「私を妻に! 十蔵女難騒動」（1984年）
  - 平成版
    - 第1シリーズ 第18話「吉原恋模様 居残り新十郎」（1991年）
    - 第2シリーズ 第16話「母恋道中 危うし八万石!」（1992年）
- 風の中のあいつ 第18話「無用!! 渡世に女の情け」（1974年）
- 放浪記 第16話（1974年）
- 幡随院長兵衛お待ちなせえ（1974年）
  - 第3話「刀に賭けた男意気」
  - 第4話「大江戸暴れ馬」
- 若い!先生 第3話「さわやかな金曜日」（1974年） - 山口
- 高校教師（1974年）
  - 第14話「バレー部員乱闘事件」 - 債権者
  - 第25話「青春の傷痕」
- 鞍馬天狗 第1話「御存知鞍馬天狗」（1974年）
- 傷だらけの天使
  - 第13話「可愛いい女に愛の別れを」（1974年）
  - 第19話「街の灯に桜貝の夢を」（1975年）
- 日本沈没
  - 第1話「飛び散る海」（1974年） - 下田の消防団員[注釈 2]
  - 第6話「悲しみに哭く大地」（1974年） - 刑事
  - 第19話「さらば・函館の町よ」（1975年） - 伊藤（D計画職員）
  - 第20話「沈みゆく北海道」（1975年） - 同上[注釈 2]
  - 第22話「折れ曲がる、日本列島」（1975年） - 同上
  - 第23話「海に消えた鎌倉」（1975年） - 同上
- 俺たちの勲章（1975年）
  - 第5話「人質」
  - 第16話「儀式の終りに」
- 伝七捕物帳
  - 日本テレビ版
    - 第70話「人情裏町千両唄」（1975年）
    - 第76話「涙の赤っ鼻 情けの十手」（1975年）
    - 第82話「恋のいろはを教えます」（1975年） - そば屋の親父
    - 第93話「とかく浮世は色と金」（1975年）
    - 第94話「男ごころに十手が光る」（1975年）
    - 第113話「上方から来た男」（1976年） - 主人
    - 第128話「むすめ十手はなぜ重い」（1976年）
    - 第133話「強虫嬶に弱虫亭主」（1977年）
    - 第137話「百叩き一両小判」（1977年）
    - 第138話「義母の心　娘知らず」（1977年） - そば屋
    - 第141話「懺悔に咲いた父娘舟」（1977年）
    - 第146話「炎に泣いた父子鳥」（1977年）
    - 第153話「仇情け 浮世のからくり」（1977年）

  - テレビ朝日版 第7話「仇情けお六櫛」（1979年）
- 俺たちの旅 第28話「木もれ陽の中に想い出が消えたのです」（1976年）
- 江戸の旋風シリーズ
  - 江戸の旋風II
    - 第18話「黒い狐狩り」（1976年）
    - 第26話「花盗人」（1976年）
    - 第34話「情けの秋祭り」（1976年）
    - 第35話「帰って来た男」（1976年）
    - 第40話「惚れ直したよ、年の暮」（1976年）

  - 江戸の旋風III
    - 第9話「母の償い」（1977年）
    - 第13話「おかしな約束」（1977年）
    - 第21話「娘の幸福を!」（1977年）
    - 第29話「壊れた人形」（1977年）
    - 第32話「盗っ人のまごころ」（1977年） - 近江屋
    - 第40話「消えた影」（1978年）
    - 第42話「不運な出会い」（1978年）

  - 江戸の旋風IV
    - 第5話「二つの顔を持つ男・怒号編」（1978年）
    - 第7話「剣と千羽鶴・激闘編」（1978年）
    - 第12話「弁天様と石地蔵・真情編」（1979年）
    - 第26話（最終回）「さむらいの挽歌・有情編」（1979年）

  - 新・江戸の旋風（1980年）
    - 第8話「泣く子に捧げる風ぐるま」
    - 第9話「女郎蜘蛛の罠」
    - 第15話「夫婦団子」
    - 第26話「猫が小判を持って来た」
    - 第28話「情けの犬張子」
    - 第30話「瞼の父娘の子守唄」
- いろはの"い" 第1話「特ダネは俺が貰う!」（1976年）
- 隠し目付参上 第26話「神が仕掛けた大からくりか」（1976年）
- 愛が見えますか… 第3話（1976年）
- 気まぐれ天使
  - 第4話「笛吹けど……」（1976年）
  - 第38話「友江とならばドコドコ迄も」（1977年）
- 円盤戦争バンキッド
  - 第11話「ラビよ自信を持て!!」（1976年） - 医師
  - 第19話「パパの変身・SOS」（1977年） - 手紙を出そうとする男[注釈 2]
- 赤い衝撃 第1話「青春をつらぬく銃声一発!!」（1976年）
- 横溝正史シリーズ・悪魔が来たりて笛を吹く 第3話（1977年）
- 華麗なる刑事（1977年） - 南口警察署署員
- ご存知!女ねずみ小僧（1977年）
  - 第15話「怪談・髪切り包丁」 - 駒吉
  - 第28話「鯉が命を呑んだ」 - 職人
- 祭ばやしが聞こえる（1977年 - 1978年）
- 達磨大助事件帳 第1話「唄祭り姉妹しぐれ」（1977年）
- 新五捕物帳
  - 第2話「女白浪情けの牢破り」（1977年）
  - 第19話「あさき夢みし江戸の春」（1978年）
  - 第37話「夢まくら恋の仇花」（1978年）
  - 第43話「阿波木偶秘聞・前」（1978年）
  - 第46話「花咲く愛の親心」（1978年）
  - 第52話「裏切られた女」（1978年）
  - 第55話「江戸の夢 恋のかんざし」（1979年）
  - 第65話「あした幸せなら」（1979年） - 茶屋の亭主
  - 第96話「おりん供養」（1980年）
  - 第97話「かあちゃんの子守唄」（1980年）
  - 第115話「十手にかけた父の愛」（1980年）
  - 第129話「しのび逢い」（1980年）
  - 第130話「たったひとりの朝」（1981年）
  - 第139話「おんな川」（1981年）
  - 第143話「裁かれた罪の花」（1981年）
  - 第146話「屋根裏の女」（1981年）
  - 第152話「偽りの盛装」（1981年）
  - 第162話「間抜けな英雄」（1981年）
- 気まぐれ本格派 第21話「自分の植木鉢に種をまけ」（1978年）
- UFO大戦争 戦え! レッドタイガー 第21話「うばわれた月の玉」（1978年）
- ふしぎ犬トントン 第3話「消えたエンドマーク」（1978年）
- 西遊記シリーズ
  - 西遊記
    - 第3話「三兄弟・天竺への誓い」（1978年） - 村人
    - 第8話「悟空危うし! 鱗青魔王の逆襲」（1978年） - 村人
    - 第20話「猛吹雪! 三蔵狂乱」（1979年）
    - 第21話「豚教国 翠蓮王女いざ出陣!」（1979年）
- 破れ新九郎 第22話「曲芸女太夫騒動記」（1979年） - 市兵衛
- 江戸の激斗（1979年）
  - 第5話「けもの狩り」
  - 第8話「宿場の対決」
  - 第12話「通り雨」
  - 第26話（最終回）「さらば遊撃隊」
- 江戸を斬るIV 第19話「狙われた死神」（1979年）
- メガロマン 第4話「怪獣軍団発進せよ!」（1979年） - マグネット工場従業員
- 俺はあばれはっちゃく 第26話（1979年）
- 俺たちは天使だ! 第14話「運が良ければリッチ・マン」（1979年）
- 探偵物語 第7話「裏街の女」（1979年） - 岸田
- 西遊記II（1980年）
  - 第18話「悟空叛乱 一人ぼっちの妖怪」
  - 第25話「虎竜魔王 悟空の慕情」
- 木曜ゴールデンドラマ
  - 東京大地震M8.1（1980年）
  - 春の白衣（1987年）
- 旅がらす事件帖
  - 第1話「あれが噂の道中奉行」（1980年）
  - 第16話「無情街道にみた風車」（1981年）
- 警視-K 第9話「オワリの日」（1980年）- 天狗庵の主人
- 気になる天使たち（1981年）
- 俺はおまわり君 第17話「故郷のおふくろは今…」（1981年）
- 時代劇スペシャル
  - 振り袖御免 江戸芙蓉堂医館（1981年）
  - 仇討選手（1981年）
  - 素浪人罷り通る 第2弾「素浪人罷り通る 暁の死闘」（1982年）
  - 浪人八景 雪太郎風流剣（1982年）
  - 仕掛人・藤枝梅安（1983年）
    - 第5作「梅安針供養」
    - 第6作「梅安岐れ道」
- 火曜サスペンス劇場
  - 消えたタンカー（1981年）
  - 校内暴力殺人事件-狙われた女教師（1982年）
  - 母の誘拐（1984年） - マンションの管理人
  - 愛の牢獄（1984年）
  - 春の女優シリーズ 第3作「引き裂かれた白衣」（1986年）
  - 尽くす女（1996年）
- 闇を斬れ 第9話「親の涙は血の涙」（1981年）
- 文吾捕物帳 第26話（最終回）「ろくでなしの涙」（1982年）
- ザ・ハングマンシリーズ
  - ザ・ハングマンII（1982年）
    - 第14話「ニトロ式コルセットで悪の減量を!」 - 欠陥マンションの住人
    - 第21話「やわ肌を復讐に賭ける女」

  - 新ハングマン（1983年）
    - 第9話「連続射殺魔を騙した女結婚サギ師」 - 区役所職員
    - 第14話「海女の刑・女体を密輸する逃がし屋」 - アパート管理人

  - ザ・ハングマン4
    - 第2話「女子留学生が麻薬を運ばされる!」（1984年）
    - 第7話「大学マフィアが女子大生をポルノさせる!」（1984年） - 新聞屋
    - 第25話（最終回）「痛快ダブルハンギング!! さようならありがたや節」（1985年） - 食堂主人

  - ザ・ハングマンV（1986年）
    - 第12話「ハネムーン帰りの新妻が続々蒸発する!」 - 自動車修理工
    - 第27話（最終回）「マイホームの夢が消えて解散!!」
- ザ・サスペンス（1982年）
  - 特急さくら殺人事件
  - もう一人の乗客
- 右門捕物帖  第3話「伝六と女祈祷師」（1982年、NTV、ユニオン映画）
- 月曜ワイド劇場 / 轢き逃げ（1983年）
- 西部警察 PART-III 第28話「大将と二等兵」（1983年） - 公園のおじさん
- 暴れ九庵 第1話「死んでも生きる!」（1984年）
- 私鉄沿線97分署 第2話「レオタードに泣け!」（1984年）
- 春の波涛 第16話「女ごころ」（1985年）
- 月曜ロードショー / 霧の山荘（1985年）
- 誇りの報酬 第4話「飛騨高山の乱れからくり」（1985年） - 工場長
- 禁じられたマリコ 第12話（最終回）「聖少女-最後の戦い!」（1986年）
- 不倫の恋日記 第2話（1988年）
- ミッドナイトシアター / うわさの二人（1988年）
- 森繁久彌ドラマ / 花くらべ（1988年）
- 土曜ワイド劇場
  - 北海道湯けむりツアー殺人事件（1988年）
  - 牟田刑事官事件ファイル 第9作「岸辺に立つ女」（1988年）
  - アルプス秘湯推理旅行（1990年）
  - 殺人適齢期（1992年）
  - はみだし弁護士・巽志郎シリーズ - 堀内
    - 第2作「別れた妻の不倫相手に殺人容疑! 美人弁護士と対決! 謎を追い“関東の小京都”蔵の街・栃木へ」（1997年）
    - 第5作「資産家一族に秘められた愛欲と憎しみの連続殺人・盗撮された女子高生の謎!」（2000年）
    - 第6作「六本木〜福島、ダブル殺人事件の謎を追って美人保険調査員と二人三脚の旅」（2002年）
    - 第10作「出会い系サイトは死の香り、美人妻ストーカー殺人事件」（2006年）
    - 第11作「愛娘を惨殺された父親と狂気の復讐! 犯罪者に仕立てられた不良と母の情愛、美人デザイナー殺人事件の驚愕の真実を暴け!!」（2011年）
- 月曜・女のサスペンス / 孔雀の誘惑（1989年）
- ウルトラマンをつくった男たち 星の林に月の舟（1989年） - 東宝特技撮影班[注釈 2]
- ゴリラ・警視庁捜査第8班 第31話「瞳キラキラ!美人刑事登場」（1989年）
- ザ・刑事 第2話「謎の共犯者・走れB級デカ!」（1990年）
- 代表取締役刑事（1991年）
  - 第19話「男と女」
  - 第27話「人間の絆」
- 女無宿人 半身のお紺 第2話「心遣いは無用にて候」（1991年）
- 月曜ドラマスペシャル（1992年）
  - トリカブト殺人事件 疑惑の女
  - 城ヶ島殺人旅情
- お助け同心が行く! 第9話「幼なじみ」（1993年）
- 荒木又右衛門 男たちの修羅（1994年）
- 西遊記 第11話「未来を見通す家なき子」（1994年）
- 市原悦子ドラマスペシャル / 夫婦の見積り 私は女引越し屋 第1作（1996年）
- エコエコアザラク 第25話「妹」、第26話（最終回）「聖戦」（1997年）
- 天城越え（1998年）
- 女と愛とミステリー / 海の沈黙…資産家夫婦殺人事件（2001年）

### 舞台
- さぶ
- 志ん生一代
- 長崎犯科帳

### 劇場アニメ
- 算法少女（2016年） - 藤田貞資[26][10]